# 구광모
구광모(具光謨, 1978년 1월 23일~)는 대한민국의 기업인으로 현재 LG그룹 제4대 회장을 맡고 있다. LG그룹 회장인 구본무의 조카로 양자로 입양되어 후계자가 되었다. 2006년에 LG전자 재경 부문 대리로 입사한 후 LG 시너지팀 부장 등을 지냈다. 2018년에 구본무가 사망한 후 그의 뒤를 이어 LG그룹 회장직에 올랐다.

## 생애
1978년 1월 23일 희성그룹 초대 회장 구본능과 진주 강씨 강세원(姜世遠)의 딸 강영혜(姜暎惠)의 장남으로 태어났다. 그의 증조부는 LG그룹 초대 회장이자 제9대 국회부의장을 지낸 구태회 회장의 형인 구인회 회장이다.
경복국교, 봉은중, 영동고를 졸업했고 1997년 한양대학교에 합격했으나 입학하지 않았고, 그 해에 미국으로 건너가 로체스터 공과대학교를 졸업했고 컴퓨터공학 학사 학위를 취득하였다.
2004년 LG그룹의 후계자 계획에 의해서 1994년 교통사고로 사망한 LG그룹 제3대 회장이자 큰아버지인 구본무의 외아들 구원모를 대신하여 구본무의 양자로 입적되었다.
이후 2006년에 LG전자 재경 부문에 대리로 입사하여 LG에서 일하기 시작했다. 2007년에는 재경 부문 과장으로 승진했고 다시 미국으로 건너가 스탠퍼드 대학교 경영학부 석사 과정을 밟았다. 이후 스탠퍼드 대학교에서 중퇴하고 실리콘밸리에서 일했으며 2009년에 LG로 복귀했다.
2018년 6월 29일 LG 대표이사 회장에 취임하였다.
구본무의 유족들이 납부할 상속세는 총 9,179억 원이며, 이 중 구광모가 내야 할 상속세는 약 7,200억 원이라고 한다. 구광모 회장이 상속세를 완납할 경우 2003년 신용호 교보생명 전 회장이 사망하고 신창재가 상속받으면서 낸 상속세 1,830억 원의 기록을 경신하게 되었다.
회장 취임 후인 2019년 9월 평양에서 열리는 남북정상회담에 4대 그룹 총수 중 한 명으로서 경제사절단에 합류했다. LG그룹 회장 취임 이후 이전의 온건적인 LG에서는 볼 수 없었던 굉장히 공격적인 경영을 하고 있으며, 비주력 사업 정리와 대한민국 국내외 경쟁 기업들과 연이어 소송전을 벌이고 있다. 마케팅에서도 경쟁 기업을 상대로 도발하는 등 달라진 LG의 모습을 보여주고 있다. OLED TV와 LG 그램 광고가 그 예시이다.
LG그룹 회장 취임 이후 인공지능, 로봇, 전장, 전기차 배터리 등 신사업을 적극 추진하는 동시에, 적자 사업은 과감히 정리하는 등 그룹의 체질 개선에 나서고 있다. 
2018년, 대규모 적자를 낸 LG디스플레이 LCD사업의 구조조정을 단행한 바 있으며, 2021년 1월 20일에는 그동안 적자를 기록했던 MC사업부 청산을 발표하는 결단을 내리기도 했다. MC사업부 청산을 발표한 날 LG전자 주가는 12% 뛰었다. MC사업부 직원 연봉이 가장 높은 편에 속했는데 그 이유로 이들이 연봉이 작으면 인재들이 삼성전자로 이동할 수 있기 때문이라는 얘기가 있었다. 이는 경쟁사인 삼성에게 인력을 빼앗길 수 없다는 전략으로 보인다.
2023년, LG 계열사 사업을 주도하였다. 배터리, 전기차 부품 등 2027년까지 54조원을 투입, 기술 분야에 44조원을 투입하였다. 2022년부터 2026년까지 5년간 대한민국 국내에 106조원을 투입하였으며, 사업 고도화에 돌입하였다.

## 학력
- 경복초등학교 졸업
- 봉은중학교 졸업
- 영동고등학교 졸업
- 로체스터 공과대학교 컴퓨터과학 학사

## 경력
- 2006년 9월: LG전자 재경부 금융팀 대리
- 2007년 3월: LG전자 재경부문 금융팀 과장
- 2009년 12월: LG전자 HE사업본부 뉴저지법인 과장
- 2011년 3월: LG전자 HE사업본부 뉴저지법인 차장
- 2013년 3월: LG전자 HE사업본부 부장
- 2014년 1월: LG전자 HA사업본부 부장
- 2014년 4월~2014년 12월: (주)LG 시너지팀 부장
- 2015년 1월~2016년 12월: (주)LG 시너지팀 상무
- 2017년 1월~2018년 1월: (주)LG 경영전략팀 상무
- 2018년 1월~2018년 6월: LG전자 B2B사업본부 ID(Information Display)사업부장 상무
- 2018년 6월 29일~: LG 대표이사 회장

## 가족
- 친부: 구본능, 친모: 강영혜
- 백부: 구본무, 백모: 김영식
  - 배우자: 정효정
    - 자녀: 1남 1녀

## 여담
- 2018년 구본무 회장이 별세 후 주식을 상속 받으면서 ㈜LG 최대주주로 올랐다. 구광모가 상속으로 내야 할 상속세는 9000억원 규모이다.[3]